# جک دایکینگا
جک دایکینگا (انگلیسی: Jack Dykinga؛ زادهٔ ۲ ژانویهٔ ۱۹۴۳) عکاس، نویسنده، و روزنامه‌نگار اهل ایالات متحده آمریکا است.